# Bärbel Spanuth
Barbara „Bärbel“ Spanuth (* 4. März 1941 in Berlin) ist eine ehemalige deutsche Schauspielerin und Tänzerin.

## Leben und Wirken
Barbara Spanuth kam 1941 in Berlin als Tochter des Sportlehrers und Pfarrers Volker Spanuth und dessen Frau Edith, geb. Kamphausen zu Welt. Sie besuchte die Oberschule und absolvierte eine Ballettausbildung, lernte Stepptanz und Akrobatik. 1951, im Alter von 10 Jahren, erhielt sie ihre erste Filmrolle in der von Kurt Hoffmann inszenierten Operette Königin einer Nacht. Anschließend trat sie in mehreren für das Fernsehen produzierten Musiksendungen auf. 1959 war sie in der Musikkomödie Schlag auf Schlag als Zofe zu sehen. Der große Durchbruch blieb Spanuth jedoch verwehrt. Gegen Ende der 1960er Jahre beendete sie ihre Laufbahn als Tänzerin und Schauspielerin.

## Filmografie
- 1951: Königin einer Nacht
- 1956: Klingendes Rendezvous (Fernsehsendung)
- 1958: Mylord weiß sich zu helfen
- 1958: Wie es euch gefällt (Fernsehfilm)
- 1958: Maß für Maß (Fernsehfilm)
- 1958: Ein Sommernachtstraum (Fernsehfilm)
- 1959: Schlag auf Schlag
- 1961: Reisebüro der kleinen Wünsche (Fernsehserie)
- 1961: Der Mann von draußen (Fernsehfilm)
- 1963: 50 Jahre Klingklang & Co. (Fernsehfilm)
- 1964: Pension Spreewitz – Folge: Kummer mit Gästen (Fernsehserie)
- 1967: Wir treiben es bunt (Fernsehfilm)

## Hörspiele
- 1958: Maigret nimmt Urlaub